# Bishop (California)

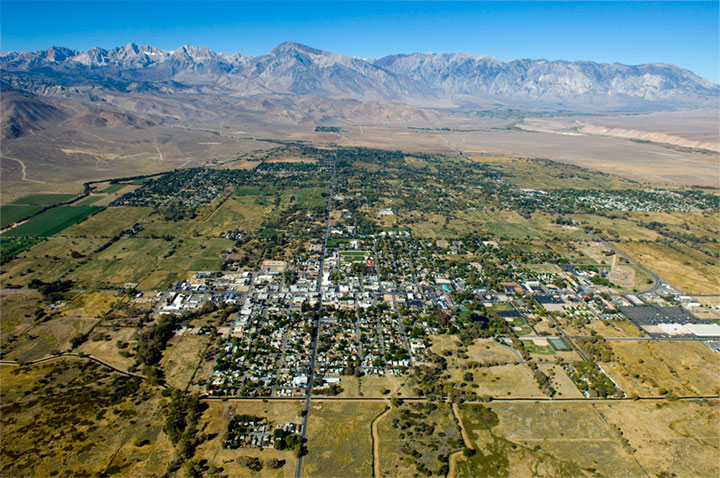
Vista aérea de Bishop

Bishop, fundada en 1903, es una ciudad del condado de Inyo en el estado estadounidense de California. En el año 2000 tenía una población de 3,575 habitantes y una densidad poblacional de 794 personas por km². Es la única ciudad incorporada del condado de Inyo.

## Geografía
Bishop se encuentra ubicada en las coordenadas 37°21′N 118°23′O / 37.350, -118.383. Según la Oficina del Censo, la ciudad tiene un área total de 4,5 km² (1,7 mi²), de la cual 4,5 km² (1,7 mi²) es tierra y 0 km² (0 mi²) (0%) es agua.

## Demografía
Según la Oficina del Censo en 2000 los ingresos medios por hogar en la localidad eran de $27,338, y los ingresos medios por familia eran $34,423. Los hombres tenían unos ingresos medios de $23,433 frente a los $24,545 para las mujeres. La renta per cápita para la localidad era de $17,660. Alrededor del 16.3% de la población estaban por debajo del umbral de pobreza.